# Янссен, Тео
Те́о Я́нссен (нидерл. Theo Janssen; род. 27 июля 1981, Арнем) — нидерландский футболист и тренер, выступал на позиции полузащитника.

## Карьера

### Клубная
Янссен воспитанник клуба «Витесс». За команду из города Арнема он дебютировал в 1998 года, за «Витесс» выступал по 2008 год, являясь одним из лучших игроков клуба. В сезоне 2003/04 провёл в аренде в бельгийском «Генке». Летом 2008 года Тео Янссен подписал контракт с «Твенте» до середины 2012 года.
23 мая 2011 года 29-летний Тео Янссен подписал двухлетний контракт с амстердамским «Аяксом».
Из-за травм полученных в этом сезоне, 4 марта 2014 года объявил о завершении карьеры игрока.

### В сборной
В 2006 году был приглашён в национальную сборную Нидерландов, провёл за неё 2 матча и не вызывался в неё до 2010 года. В 2010 году вновь был вызван в сборную, проведя три товарищеских матча.

## Статистика

### Матчи Янссена за сборную Нидерландов
| Матчи Янссена за сборную Нидерландов | Матчи Янссена за сборную Нидерландов | Матчи Янссена за сборную Нидерландов | Матчи Янссена за сборную Нидерландов | Матчи Янссена за сборную Нидерландов | Матчи Янссена за сборную Нидерландов |
| ------------------------------------ | ------------------------------------ | ------------------------------------ | ------------------------------------ | ------------------------------------ | ------------------------------------ |
| №                                    | Дата                                 | Соперник                             | Счёт                                 | Голы Янссена                         | Соревнование                         |
| 1                                    | 16 августа 2006                      | Ирландия                             | 4:0                                  | —                                    | Товарищеский матч                    |
| 2                                    | 2 сентября 2006                      | Люксембург                           | 1:0                                  | —                                    | Чемпионат Европы 2008 (отбор)        |
| 3                                    | 11 августа 2010                      | Украина                              | 1:1                                  | —                                    | Товарищеский матч                    |
| 4                                    | 17 ноября 2010                       | Турция                               | 1:0                                  | —                                    | Товарищеский матч                    |
| 5                                    | 9 февраля 2011                       | Австрия                              | 3:1                                  | —                                    | Товарищеский матч                    |

Итого: 5 матчей / 0 голов; 4 победы, 1 ничья, 0 поражений.

## Достижения

### Командные достижения
Твенте
- Чемпион Нидерландов: 2009/10
- Обладатель Кубка Нидерландов: 2011
- Обладатель Суперкубка Нидерландов: 2010

Аякс
- Чемпион Нидерландов: 2011/12

### Личные достижения
- Футболист года в Нидерландах: 2011